# Методика от 100 по 7
Методика от 100 по 7 — экспериментальный прием популярный в пато- и нейропсихологической диагностике ВПФ, а также определения сохранности счётных операций, устойчивости внимания, и степени подвижности интеллектуальных процессов. Однако следует помнить, что применение единичной методики недостаточно для всесторонней нагрузки функции и тем более не достаточно для качественной квалификации симптома.
Инструкция: испытуемому предполагается производить вычитание от 100 по 7, произнося вслух только результат вычитания. В протоколе фиксируются ответы и все сопутствующие комментарии, особенно те, которые носят вспомогательный характер, с вынесением счётных операций во внешний план. Важным моментом также являются и паузы между ответами, темп работы и его общая равномерность. Именно вычитание от 100 по 7 дает возможность за одну пробу провести два субтеста: в пределах десятка (простой), с переходом через десяток (сложный).

## Анализ ошибок
Трудности и замедленность темпа работы при вычитании с переходом через десяток при общей равномерности счета может указывать на трудность умственной деятельности; замедленность темпа счетных операций ближе к концу — свидетельствует об быстрой истощаемости испытуемого; ошибки с пропуском десятков указывает на определённые нарушения в процессах внимания и его ослаблении; Важным показателем в оценке качества производимых операций является критичность больного к допускаемым ошибкам. Если же деятельность представляет для испытуемого затруднение, то он может искать поддержку в лице экспериментатора (внимательно следить за его реакцией на ответы), пытаясь определить по ней правильность ответа и моментально реагируя на любые сигналы исправлением допущенной ошибки. В другом случае даже прямое указание на ошибку может игнорироваться, и больной продолжает ригидно считать с ошибками, оставаясь непроницаемым для критики экспериментатора. Если необходимо многократное повторение пробы, то целесообразно учитывать и суммарное время, затрачиваемое на выполнение задания.

## Латерализация
- При заинтересованности правого полушария более частыми являются ошибки в пределах десятка.
- При заинтересованности со стороны левого полушария более характерными являются ошибки при переходе через десяток. При качественной оценке, преобладание того или иного типа ошибок помогает в более точной латерализации течения патологического процесса .[3]

- Особенно отчётливо проявляются ошибки при вовлечении в патологический процесс височно-теменно-затылочной области (ТРО) левого полушария мозга (первичная акалькулия), что приводит к распаду пространственной основы счетных операций.[4]

- При поражениях срединных структур мозга ответы испытуемых могут чередоваться от быстрых и правильных до ошибочных или возможно резкое падение продуктивности счета в виде снижения темпа работы. При таком дефиците непроизвольного внимания испытуемый часто нарушает инструкцию с вынесением процесса вычисления во внешний план (внешняя опора на речь).
- При поражении медиобазальных отделов лобных долей мозга нарушаются уже формы произвольного внимания, вместе с тем может происходить патологическое усиление непроизвольного внимания (полевое поведение).[5][6]

- Передние отделы ведущего полушария по речевой функции: проговаривание вслух, что может свидетельствовать либо о том, что данный вид психической деятельности вызывает у испытуемого определённые затруднения, либо о снижении регулирующей функции речевой инструкции.

- Лобные отделы мозга: дефицит произвольной регуляции психической деятельности, персеверации, дефицит контроля за выполнением счетных операций, снижение критичности к ошибкам, снижение регулирующего функции речевой инструкции (вторичной" акалькулии) (Лурия, Цветкова, 1966).

- При нарушении уровня тонуса и бодрствования (энергетическое обеспечение психической деятельности) могут возникать модально не специфические трудности включения в задание, отмечаются колебания внимания, которые проявляются в пропусках десятков и истощаемости. Также на общее качество выполнения влияет объём психической деятельности в целом, ограничивающий возможности одновременного выполнения комплекса требуемых счетных операций и использования «рабочей» памяти.[7]